# Stenandrium thomense
Espèce
Synonymes
- Crossandra thomensis Milne-Redh.[2]
- Stenandrium thomense (Milne-Redh.) Vollesen[2]

Statut de conservation UICN

 EN B2ab(iii) : En danger
Stenandrium thomense (Milne-Redh.) Vollesen est une espèce de plantes à fleurs de la famille des Acanthaceae et du genre Stenandrium. C'est une plante herbacée présente en Afrique tropicale.

## Étymologie
Son épithète spécifique thomense fait référence à l'île de São Tomé, où le premier spécimen a été découvert (décrit sous le nom de Crossandra thomensis).

## Distribution
Relativement rare, l'espèce a été observée à São Tomé et surtout au Cameroun, dans trois régions (Nord-Ouest, Sud-Ouest, Sud).